# 吳從義
吳從義（1613年四月二十一日—1643年），字裕強，號岁青，順天府大興縣（今北京市）籍浙江绍兴府山阴县人。明末官員。

## 生平
幼時夢一人拍他的背說：「歲寒松柏，其在斯乎。」崇禎十二年（1639年），举順天府乡试。崇祯十三年（1640年）成進士，官陝西长安县知县。李自成軍進逼，當地缺兵少將，吳從義訓練丁壯三百人抗擊。崇禎十六年（1643年）十月十一，李自成軍攻破西安，從義嘆道：「嗟乎，豈非天哉！吾唯昔夢是踐矣。」投井自盡。朝廷追贈按察司僉事。《明史》有傳。